# Eötvös József (főrend)
Sárvári báró Eötvös József (1798. február 22. – Budapest, 1883. május 1.) hétszemélynök, főrend.

## Élete
Volt királyi főfiskus, királyi ügyek igazgatója, majd a Hétszemélyes Tábla ülnöke. 1877-ben magyar báróságot kapott: két ízben (1877-1880) a főrendiház korelnöke volt. A Szent István-rend és a Lipót-rend tulajdonosa volt. Elhunyt 1883. május 1-jén reggeli 10 órakor, a Kerepesi úti temetőben helyezték örök nyugalomra 1883. május 3-án.

## Családja
Kétszer nősült. Kolb Máriával (1807-1865) 1826. január 24-én a pest-belvárosi plébániatemplomban kötött első házasságából Mária (1828-1901), Erzsébet (1830-1860), József (1832-1908) és Lajos (1837-1896) születtek. A Lukács Herminával (1841-1916) 1868. június 22-én Pesten kötött második házasságából egy leánya, Irén (1869-1937) származott.